# 督办上海市政公署
督办上海市政公署是上海日治時期日本扶植的一个傀儡政权，成立于民国27年4月28日，隶属于中华民国维新政府，5月3日，停止使用原大道政府旗，改用太阳旗与五色旗。同年10月15日，督办上海市政公署从浦东区浦城路51弄3号迁到新市区江湾办公，并改组为上海特别市政府。无论中华民国政府还是中华人民共和国政府，均不承认此政权为历史上的合法政权，均称之为伪政权。

## 主要官員

### 市長
| 任次 | 肖像 | 姓名   | 在任時間      | 在任時間       | 黨籍 | 備註 |
| ---- | ---- | ------ | ------------- | -------------- | ---- | ---- |
| 1    |      | 苏锡文 | 1938年4月28日 | 1938年10月15日 |      |      |

## 行政区划
沿袭上海市大道政府，下辖：浦东区、南市区、沪西区、闸北区、新市区、吴淞区、北桥区、嘉定区、宝山区、奉贤区、南汇区、川沙区和崇明区。